# Hulaj Połe
Hulaj Połe (ukr. Гуляй Поле) – wieś na Ukrainie, w obwodzie charkowskim, w rejonie charkowskim, w hromadzie Nowa Wodołaha. W 2001 roku liczyła 158 mieszkańców.